# 郑州人民医院
郑州人民医院，原名郑州市第五人民医院，是一所位于河南省郑州市的三级甲等综合医院。郑州人民医院在2017年成为河南中医药大学的直属附属医院，并挂牌河南中医药大学人民医院，承担河南中医药大学医学院的建设任务。医院以黄河路院区为主院区，并设有郑东院区、文化路院区、宜健医院、南部院区等分院区。截至2020年，医院有职工4,000余名，其中高级职称400多人，博士硕士1,000余人。

## 概况
郑州人民医院拥有60余个临床医技科室，是河南省唯一一家同时拥有心脏、肝脏、肾脏、小肠、胰腺移植资质的医院，为国家区域医疗中心器官移植医疗中心建设主体单位之一。医院拥有神经病学、器官移植外科学等9个省级重点及培育学科，以及肿瘤免疫学、血管外科学等9个市级重点及培育学科。
郑州人民医院承担河南中医药大学、南方医科大学、郑州大学、新乡医学院等高校的教学任务，拥有省级院士专家工作站、省级博士后研发基地，有省市重点实验室7个，省市级临床研究所5个。

## 历史
1912年，天主教意大利传教士贾师宜在郑州慕霖路天主教堂旁设立“天主堂医院”，以眼科为主，为郑州人民医院设院之始。建院初期因免费诊治，又被称为“施药医院”。1924年3月1日，医院更名为“郑州天主堂公教医院”，用房增至20间，设病床32张。1932年，当时位于市郊的岗杜公教医院开业，设病床百余张，慕霖路仅留门诊，称为总院。1944年4月，郑州被日军占领，岗杜公教医院被占用，医院工作人员随总院迁至贾峪天主堂，并于1945年日本投降后返回郑州。1946年重建病房楼，设床位40张。1951年起，医院人事和经济不再受教会领导，翌年，意籍医生被驱逐。
1953年5月3日，经河南省人民政府批准，医院交由郑州市人民政府接管，称“河南省郑州市公教医院”。1954年，医院与郑州市第二人民医院合并，二院做为门诊部，公教医院为病房。同年10月，医院改为外科专科医院。1965年，医院更名为“郑州市第四人民医院”。文革期间，医院曾作为备战医院搬迁至荥阳县贾峪公社洞林寺，1973年迁回郑州。1974年，医院院址迁入原省建筑职工医院旧址。1975年5月，医院与原“郑州市工业医院”合并，成立“郑州市第五人民医院”。2008年7月，医院更名为郑州人民医院。
2017年，医院被批准为河南中医药大学的直属附属医院，同时挂牌“河南中医药大学人民医院”。

## 分院区

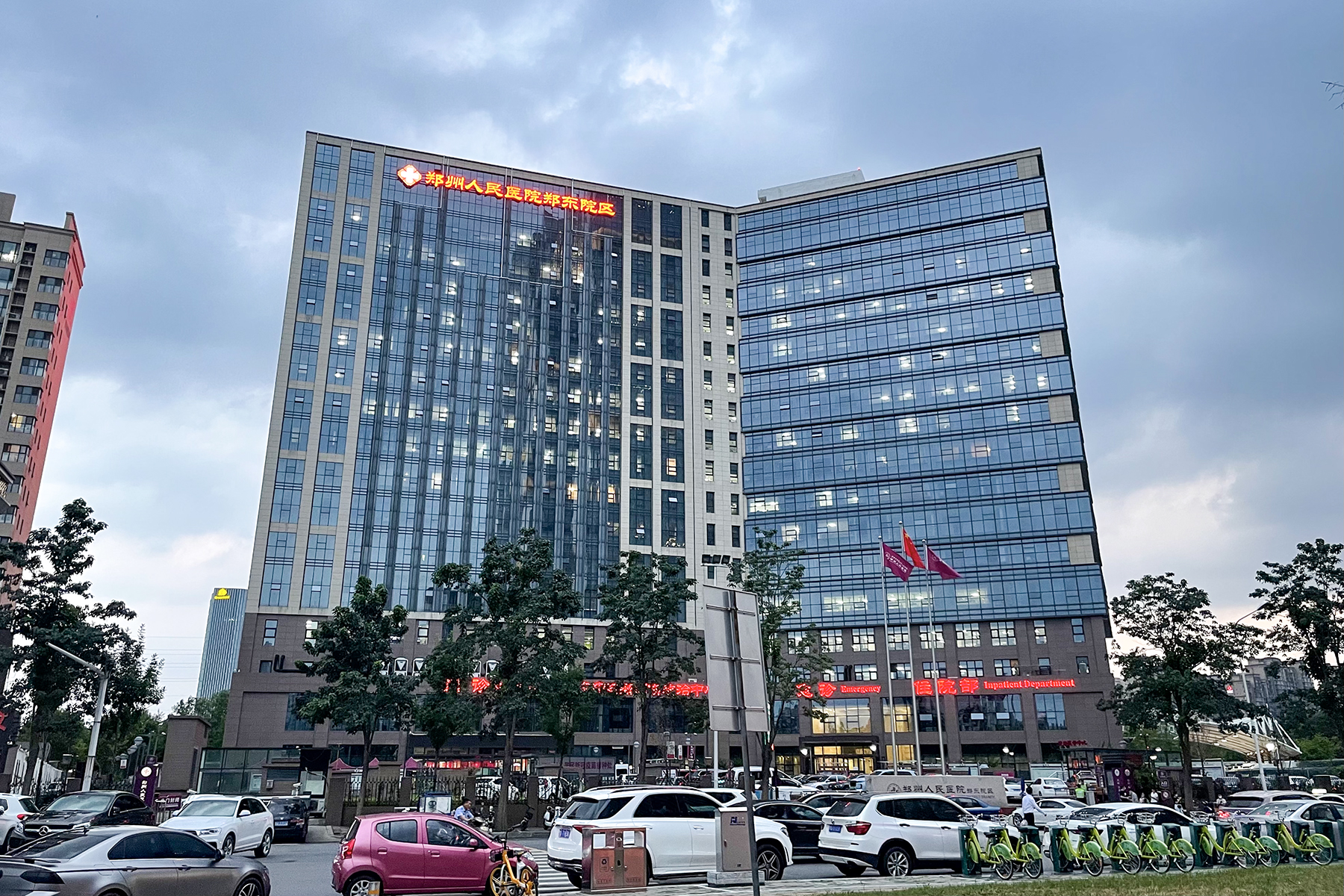
郑东院区主楼

### 郑东院区
郑东院区位于郑州市郑东新区创业路，成立于2018年4月30日，占地面积近46亩，是一所集医疗、教学、科研、预防、保健、急救为一体的综合性医院。郑东院区门诊开设21个专业，包括7个特色专病门诊。病房拥有520张床位，开设16个病区。优势专科包括家庭化产房、医疗美容中心以及健康管理中心。

### 南部院区
南部院区为原郑州市第十人民医院，位于郑州市管城回族区赣江路56号，占地61.7亩，建筑面积6.4万平方米，设置病床600张。特色专科包括胆石病科、康复科、中医皮肤科等。

### 北院区
北院区为原河南省煤炭总医院，于2021年3月并入郑州人民医院，成立郑州人民医院北院区，位于郑州市金水区文化路77号，占地48.9亩，初期设置病床240张，规划设置600张。特色专科包括康复科、职业病防治科、高压氧科、老年医学科等，其高压氧舱规模为郑州市最大。

## 荣誉
先后获得全国“群众满意的医疗卫生机构”、“全国医院文化建设先进单位”、“河南省医院创新管理先进单位”、郑州市科学技术进步一等奖等荣誉。

## 交通
| 郑州人民医院 | 郑州人民医院           | 郑州人民医院           | 郑州人民医院           | 郑州人民医院           |
| 编号         | 路线                   | 路线                   | 路线                   | 备注                   |
| ------------ | ---------------------- | ---------------------- | ---------------------- | ---------------------- |
| 6            | 东赵公交站             | ⇆                      | 火车站北港湾           |                        |
| 22           | 省体育中心             | ⇆                      | 紫荆山花园路           |                        |
| G23          | 西三环化工路           | ⇆                      | 郑州东站               |                        |
| 27           | 兴隆铺路沙口路         | ⇆                      | 管城中医院             |                        |
| 28           | 省体育中心             | ⇆                      | 紫荆山金水路西         |                        |
| G83          | 华山路淮河路           | ⇆                      | 经三路农科路           |                        |
| G86          | 经南五路公交站         | ⇆                      | 建设路国棉六厂         |                        |
| 211          | 已于2023年9月24日停办  | 已于2023年9月24日停办  | 已于2023年9月24日停办  | 已于2023年9月24日停办  |
| 906          | 佛岗村公交站           | ⇆                      | 郑州海洋馆             |                        |
| 966          | 已于2023年10月27日停办 | 已于2023年10月27日停办 | 已于2023年10月27日停办 | 已于2023年10月27日停办 |
| B50          | 琉璃寺新村             | ⇆                      | 火车站北港湾           | 原10路                 |
| K902         | 已于2023年9月4日停办   | 已于2023年9月4日停办   | 已于2023年9月4日停办   | 已于2023年9月4日停办   |
| S172         | 已于2023年9月23日停办  | 已于2023年9月23日停办  | 已于2023年9月23日停办  | 已于2023年9月23日停办  |
| Y6           | 东赵公交站             | ⇆                      | 火车站北港湾           | 夜间服务               |
| Y23          | 化工路西三环           | ⇆                      | 商务内环路九如路       | 夜间服务               |

| 创业路东风南路 | 创业路东风南路         | 创业路东风南路         | 创业路东风南路         | 创业路东风南路         |
| 编号           | 路线                   | 路线                   | 路线                   | 备注                   |
| -------------- | ---------------------- | ---------------------- | ---------------------- | ---------------------- |
| 278            | 博学路公交站           | ⇆                      | 七里河南路陇海路       |                        |
| 285            | 郑州东站               | ⇆                      | 经七路金水路           |                        |
| S167           | 已于2024年12月29日停办 | 已于2024年12月29日停办 | 已于2024年12月29日停办 | 已于2024年12月29日停办 |

| 东风南路创业路 | 东风南路创业路        | 东风南路创业路        | 东风南路创业路        | 东风南路创业路        |
| 编号           | 路线                  | 路线                  | 路线                  | 备注                  |
| -------------- | --------------------- | --------------------- | --------------------- | --------------------- |
| G123           | 经南五路公交站        | ⇆                     | 畅和街公交站          |                       |
| 160            | 东风南路商都路        | ↻                     | 东风南路商都路        | 循环线                |
| 278            | 博学路公交站          | ⇆                     | 七里河南路陇海路      |                       |
| 285            | 郑州东站              | ⇆                     | 经七路金水路          |                       |
| 326            | 郑州东站              | ⇆                     | 白沙镇星联厨卫城      |                       |
| B38            | 北三环沙口路          | ⇆                     | 郑州东站              | 原163路               |
| K901           | 西三环化工路          | ⇆                     | 郑州东站              |                       |
| K902           | 已于2023年9月4日停办  | 已于2023年9月4日停办  | 已于2023年9月4日停办  | 已于2023年9月4日停办  |
| K907           | 已于2023年9月5日停办  | 已于2023年9月5日停办  | 已于2023年9月5日停办  | 已于2023年9月5日停办  |
| S132           | 郑州东站              | ⇆                     | 龙泽东路龙沄路        |                       |
| Y13            | 郑州东站              | ⇆                     | 医学院                | 夜间服务              |
| 游568          | 已于2025年1月13日停办 | 已于2025年1月13日停办 | 已于2025年1月13日停办 | 已于2025年1月13日停办 |